# 三里桥街道
三里桥街道，是中华人民共和国安徽省六安市金安区下辖的一个乡镇级行政单位。

## 行政区划
三里桥街道下辖以下地区：
三里桥社区、落星庙社区、金桥社区、友谊社区和金裕社区。